# Жизнь с отцом (фильм, 1947)
«Жизнь с отцом» (англ. Life With Father) — комедийный фильм режиссёра Майкла Кёртиса, вышедший на экраны в 1947 году. Экранизация одноимённого произведения Кларенса Дэя, а также пьесы Говарда Линдсея и Рассела Крауса. Фильм получил премию «Золотой глобус» за лучшую музыку (Макс Стайнер), а также был номинирован на премию «Оскар» в четырёх категориях: лучшая мужская роль (Уильям Пауэлл), лучшая операторская работа в цветном фильме (Певерелл Марли, Уильям Сколл), лучшая музыка (Макс Стайнер), лучшая работа художников и декораторов в цветном фильме (Роберт Хаас, Джордж Джеймс Хопкинс).

## Сюжет
Действие происходит в 1883 году. Кларенс Дэй — успешный биржевой маклер, стремящийся внести в жизнь своего семейства рациональность и здравый смысл. Однако его домашние — жена Винни и четверо сыновей — постоянно нарушают его планы, особенно в вопросе строгого учёта денежных трат. Однажды, после приезда в гости подруг Винни, выясняется, что Кларенс не был в детстве крещён и отнюдь не беспокоится об этом. С этого момента его супруга направляет все усилия, чтобы заставить мужа пройти процедуру крещения, ведь без этого он не сможет попасть в рай.

## В ролях
- Уильям Пауэлл — Кларенс Дэй, отец
- Айрин Данн — Винни Дэй
- Элизабет Тейлор — Мэри Скиннер
- Эдмунд Гвенн — преподобный доктор Ллойд
- Засу Питтс — Кора
- Джимми Лайдон — Кларенс Дэй младший
- Мартин Милнер — Джон Дэй
- Морони Олсен — доктор Хамфриз
- Джонни Калкинс — Уитни Дэй
- Дерек Скотт — Харлан Дэй
- Элизабет Рисдон — миссис Уайтхэд
- Клара Бландик — миссис Уиггинс
- Дуглас Кеннеди — отец Морли (в титрах не указан)